# دوغلاس راين
دوغلاس راين (بالإنجليزية: Douglas Rain)‏ (و. 1928 – 2018 م) هو ممثل مسرحي، وممثل أفلام، وممثل تلفزيوني كندي، ولد في وينيبيغ، توفي في St. Marys, Ontario ‏، عن عمر يناهز 90 عاماً.

## التعليم
تعلم في مدرسة بريستول أولد فيك المسرحية، وتعلم في جامعة مانيتوبا، وتعلم في Banff Centre for Arts and Creativity ‏، وتعلم في Kelvin High School ‏
.

## جوائز وترشيحات
حصل على جوائز منها:
جائزة دورا مافور مور ‏
ترشح لـ:
جائزة توني لأفضل ممثل في مسرحية ‏1972.

## وصلات خارجية
- دوغلاس راين في قاعدة بيانات الأفلام على الإنترنت
- دوغلاس راين  على موقع أول موفي